# Raionul Kozeleț, Cernihiv
Kozeleț (în ucraineană Козелецький район, transliterat: Kozelețkîi raion) este un raion în regiunea Cernigău, Ucraina. Reședința sa este așezarea de tip urban Kozeleț.

## Demografie
Componența lingvistică a raionului Kozeleț
     Ucraineană (95,77%)
     Rusă (3,84%)
     Alte limbi (0,16%)
Conform recensământului din 2001, majoritatea populației raionului Kozeleț era vorbitoare de ucraineană (95,77%), existând în minoritate și vorbitori de rusă (3,84%).